# Гарипова, Зульфия Раифовна
Зульфия Раифовна Гарипова (род. 20 ноября 1969, Казань) — российская самбистка и дзюдоистка, призёр чемпионатов России по дзюдо, бронзовый призёр чемпионата Европы по дзюдо (в команде), чемпионка Европы по самбо, серебряный призёр чемпионата мира по самбо, призёр международных турниров, мастер спорта России международного класса.

## Карьера
В дзюдо с 1984 года. Выступала за клуб ФСО «Юность России» (Казань). Участница летних Олимпийских игр 1996 года в Атланте. В первой схватке Олимпиады проиграла представительнице Китая Лю Чуанг и выбыла из дальнейшей борьбы. Завершила спортивную карьеру. Работала тренером по дзюдо и самбо во Дворце единоборств «Ак Барс» (Казань).
На данный момент[когда?] работает тренером по дзюдо в ГАУ РСШОР «Батыр».

## Спортивные результаты
- Чемпионат СНГ по дзюдо среди женщин — ;
- Чемпионат России по дзюдо 1994 года — ;
- Чемпионат России по дзюдо 1996 года — ;